# Mimosa brachystachya
Mimosa brachystachya är en ärtväxtart som beskrevs av Paul Hermann Wilhelm Taubert. Mimosa brachystachya ingår i släktet mimosor, och familjen ärtväxter. IUCN kategoriserar arten globalt som otillräckligt studerad. Inga underarter finns listade i Catalogue of Life.